# 쇼 챔피언
《쇼 챔피언》은 MBC M에서 매주 수요일 6시에 방송되는 음악 방송이다.

## 역대 MC

### 공식 MC
| 역대 | 진행 기간                          | 진행자                                              |
| ---- | ---------------------------------- | --------------------------------------------------- |
| 1대  | 2012년 2월 14일 ~ 2012년 12월 25일 | 신동 (슈퍼주니어), 김신영                           |
| 2대  | 2013년 1월 30일 ~ 2013년 12월 25일 | 함은정 (티아라), 엠버                               |
| 3대  | 2014년 1월 8일 ~ 2014년 11월 26일  | 강인                                                |
| 4대  | 2015년 1월 21일 ~ 2015년 7월 1일   | 도영 & 재현 (NCT)                                   |
| 5대  | 2015년 7월 8일 ~ 2019년 12월 11일  | 김신영                                              |
| 6대  | 2020년 3월 4일 ~ 2022년 10월 26일  | 문빈 & 윤산하 (아스트로), 유강민 (베리베리)         |
| 7대  | 2023년 2월 8일 ~ 2023년 11월 15일  | 문수아 & 츠키 (빌리), 나나 (우아)                   |
| 8대  | 2024년 2월 21일 ~ 2025년 3월 26일  | 가온 (엑스디너리 히어로즈), 금동현 (이펙스)         |
| 8대  | 2025년 4월 2일 ~ 2025년 4월 30일   | 금동현 (이펙스), 스페셜 MC                          |
| 9대  | 2025년 5월 14일 ~ 현재             | 전민욱 & 장여준 (CLOSE YOUR EYES), 남성모 (82MAJOR) |

### 스페셜 MC
| 진행자                                                      | 방송 기간       |
| ----------------------------------------------------------- | --------------- |
| 금동현 & 아민 (EPEX), 하늘 (KISS OF LIFE)                   | 2024년 7월 17일 |
| 금동현 (EPEX), 가온 (엑스디너리 히어로즈), 지웅 (P1Harmony) | 2024년 9월 25일 |
| 지우 & 규진 (NMIXX)                                         | 2025년 4월 5일  |
| 미이히 (NiziU) & 민제 (xikers)                              | 2025년 4월 9일  |
| 금동현 & 차준호 (DRIPPIN)                                   | 2025년 4월 23일 |
| 진현주 & 오윤아 (UNIS)                                      | 2025년 4월 30일 |
| 전민욱 & 장여준 (CLOSE YOUR EYES), 김재현 (엔플라잉)        | 2025년 7월 2일  |

## 방송 시간 및 녹화 장소
| 방송기간                           | 방송시간        | 장소                              |
| ---------------------------------- | --------------- | --------------------------------- |
| 2012년 2월 14일 ~ 2012년 12월 25일 | 화요일 저녁 6시 | 서울 여의도 MBC 뉴스센터 (생방송) |
| 2013년 1월 30일 ~ 2015년 5월 27일  | 수요일 저녁 6시 | 일산 빛마루지원센터 (생방송)      |
| 2015년 6월 10일 ~ 2018년 10월 10일 | 수요일 저녁 7시 | 일산 MBC 드림센터 (생방송)        |
| 2018년 10월 17일 ~ 2021년 5월 26일 | 수요일 저녁 6시 | 일산 MBC 드림센터 (생방송)        |
| 2021년 6월 2일 ~ 2021년 12월 15일  | 수요일 저녁 5시 | 일산 MBC 드림센터 (생방송)        |
| 2022년 1월 19일 ~ 2023년 11월 15일 | 수요일 저녁 6시 | 일산 MBC 드림센터 (생방송)        |
| 2024년 2월 21일 ~ 현재             | 수요일 저녁 5시 | 일산 MBC 드림센터 (생방송)        |

## 1위 수상자 (역대 챔피언 송)
- 특집 방송이나 방송사 사정으로 결방될 경우에는 순위 집계가 없지만, 1위 결과를 발표하는 경우도 있다.

#### 2013년
| 1월 - 1월 30일 - 씨엔블루 I'm Sorry 2월 - 2월 6일 - 씨엔블루 I'm Sorry (2주 연속) - 2월 13일 - 씨엔블루 I'm Sorry (3주 연속) - 2월 20일 - 씨스타 19 있다 없으니까 - 2월 27일 - 샤이니 Dream Girl 3월 - 3월 6일 - 샤이니 Dream Girl (2주 연속) - 3월 13일 - 샤이니 Dream Girl (3주 연속) - 3월 20일 - 샤이니 Dream Girl (4주 연속) - 3월 27일 - 2AM 어느 봄날 4월 - 4월 3일 - 인피니트 Man In Love - 4월 10일 - 다비치 거북이 - 4월 17일 - 케이윌 Love Blossom - 4월 24일 - 케이윌 Love Blossom (2주 연속) 5월 - 5월 1일 - 조용필 Hello - 5월 8일 - 포미닛 이름이 뭐예요? - 5월 15일 - 포미닛 이름이 뭐예요? (2주 연속) - 5월 22일 - 포미닛 이름이 뭐예요? (3주 연속) - 5월 29일 - 신화 This Love 6월 - 6월 5일 - 신화 This Love (2주 연속) - 6월 12일 - 이효리 Bad Girls - 6월 19일 - EXO 늑대와 미녀 - 6월 26일 - 씨스타 Give It To Me | 7월 - 7월 3일 - 씨스타 Give It To Me (2주 연속) - 7월 10일 - 다이나믹 듀오 BAAAM - 7월 17일 - 에이핑크 NoNoNo - 7월 24일 - 에일리 U & I - 7월 31일 - 인피니트 Destiny 8월 - 8월 7일 - f(x) 첫 사랑니 - 8월 14일 - (미집계) (녹화 방송) - 8월 21일 - EXO 으르렁 - 8월 28일 - EXO 으르렁 (2주 연속) 9월 - 9월 4일 - EXO 으르렁 (3주 연속) - 9월 11일 - 틴탑 장난아냐 - 9월 18일 - 카라 숙녀가 못 돼 - 9월 25일 - 카라 숙녀가 못 돼 (2주 연속) 10월 - 10월 2일 - 버스커 버스커 처음엔 사랑이란게 - 10월 9일 - 버스커 버스커 처음엔 사랑이란게 (2주 연속) - 10월 16일 - 아이유 분홍신 - 10월 23일 - 샤이니 Everybody - 10월 30일 - 샤이니 Everybody (2주 연속) 11월 - 11월 6일 - 트러블 메이커 내일은 없어 - 11월 13일 - 미쓰에이 Hush - 11월 20일 - 트러블 메이커 내일은 없어 (2주 연속) - 11월 27일 - (미집계) 12월 - 12월 4일 - 효린 너 밖에 몰라 - 12월 11일 - (미집계) - 12월 18일 - EXO 12월의 기적 - 12월 25일 - (미집계) |

#### 2014년
| 1월 - 1월 1일 - 아이유 금요일에 만나요 - 1월 8일 - 걸스데이 Something - 1월 15일 - 에일리 노래가 늘었어 - 1월 22일 - B1A4 Lonely - 1월 29일 - B1A4 Lonely (결방, 2주 연속) 2월 - 2월 5일 - B1A4 Lonely (3주 연속) - 2월 12일 - B.A.P 1004 - 2월 19일 - 소유, 정기고 썸 - 2월 26일 - 소유, 정기고 썸 (2주 연속) 3월 - 3월 5일 - 씨엔블루 Can't Stop - 3월 12일 - 소녀시대 Mr.Mr. - 3월 19일 - 소녀시대 Mr.Mr. (2주 연속) - 3월 26일 - 소녀시대 Mr.Mr. (결방, 3주 연속) 4월 - 4월 2일 - 포미닛 오늘 뭐해? - 4월 9일 - 에이핑크 Mr. Chu - 4월 16일 - 매드클라운 견딜만해 - 4월 23일 - 결방 - 4월 30일 - 결방 5월 - 5월 7일 - 결방 - 5월 14일 - EXO-K 중독 - 5월 21일 - 휘성 Night And Day - 5월 28일 - 인피니트 Last Romeo 6월 - 6월 4일 - 인피니트 Last Romeo (2주 연속) - 6월 11일 - 빅스 기적 - 6월 18일 - 태양 눈, 코, 입 (결방) - 6월 25일 - 비스트 Good Luck (결방) | 7월 - 7월 2일 - 비스트 Good Luck (2주 연속) - 7월 9일 - 케이윌 오늘부터 1일 - 7월 16일 - f(x) Red Light - 7월 23일 - B1A4 SOLO DAY - 7월 30일 - 걸스데이 Darling 8월 - 8월 6일 - 현아 빨개요 (쇼 챔피언 in 울산 특집) - 8월 13일 - 현아 빨개요 (2주 연속) (쇼 챔피언 in 속초 특집) (13일 녹화분) - 8월 20일 - 블락비 HER - 8월 27일 - 카라 맘마미아 (쇼 챔피언 in 청주 특집) 9월 - 9월 3일 - 씨스타 I Swear - 9월 10일 - 슈퍼주니어 MAMACITA - 9월 17일 - 슈퍼주니어 MAMACITA (2주 연속) - 9월 24일 - 틴탑 쉽지않아 10월 - 10월 1일 - 소녀시대-태티서 Holler (결방) - 10월 8일 - 소녀시대-태티서 Holler (결방, 2주 연속) - 10월 15일 - 에일리 손대지마 - 10월 22일 - 빅스 Error - 10월 29일 - 비스트 12시 30분 11월 - 11월 5일 - 비스트 12시 30분 (결방, 2주 연속) - 11월 12일 - 비스트 12시 30분 (결방, 3주 연속) - 11월 19일 - AOA 사뿐사뿐 - 11월 26일 - 규현 광화문에서 12월 - 12월 4일 - 에이핑크 LUV (결방) - 12월 11일 - 에이핑크 LUV (결방, 2주 연속) - 12월 17일 - 에이핑크 LUV (결방, 3주 연속) - 12월 24일 - 에이핑크 LUV (결방, 4주 연속) |

#### 2015년
| 1월 - 1월 7일 - EXID 위 아래 - 1월 14일 - EXID 위 아래 (2주 연속) - 1월 21일 - 종현 데자-부 - 1월 28일 - 매드클라운 화 2월 - 2월 4일 - 정용화 어느 멋진 날 - 2월 11일 - 자이언티 & 크러쉬 그냥 - 2월 18일 - 포미닛 미쳐 - 2월 25일 - 포미닛 미쳐 (2주 연속) 3월 - 3월 4일 - 빅스 이별공식 - 3월 11일 - 신화 표적 - 3월 18일 - 신화 표적 (2주 연속) - 3월 25일 - 민아 나도 여자에요 4월 - 4월 1일 - 레드벨벳 Ice Cream Cake - 4월 8일 - EXO Call Me Baby - 4월 15일 - EXO Call Me Baby (2주 연속) - 4월 22일 - EXO Call Me Baby (3주 연속) - 4월 29일 - EXID 아예 5월 - 5월 6일 - EXID 아예 (2주 연속) - 5월 13일 - 방탄소년단 I NEED U - 5월 20일 - 빅뱅 Loser - 5월 27일 - 샤이니 View 6월 - 6월 3일 - 샤이니 View (2주 연속) - 6월 10일 - EXO Love Me Right - 6월 17일 - EXO Love Me Right (2주 연속) - 6월 24일 - EXO Love Me Right (3주 연속) | 7월 - 7월 1일 - AOA 심쿵해 (쇼 챔피언 in 여주 특집) - 7월 8일 - 씨스타 SHAKE IT - 7월 15일 - 소녀시대 PARTY - 7월 22일 - 인피니트 Bad - 7월 29일 - 에이핑크 Remember (결방) 8월 - 8월 5일 - 비스트 YeY - 8월 12일 - 샤이니 Married To The Music - 8월 19일 - B1A4 Sweet Girl - 8월 26일 - 소녀시대 Lion Heart 9월 - 9월 2일 - 소녀시대 Lion Heart (2주 연속) - 9월 9일 - 소녀시대 Lion Heart (3주 연속) - 9월 16일 - 레드벨벳 Dumb Dumb - 9월 23일 - 씨엔블루 신데렐라 - 9월 30일 - 일본특집으로 방송 10월 - 10월 7일 - 에일리 너나 잘해 - 10월 14일 - 태연 I - 10월 21일 - 비투비 집으로 가는 길 - 10월 28일 - (미집계) (결방) (2015 멜론뮤직 어워드 준비) 11월 - 11월 4일 - f(x) 4 Walls (2015 멜론뮤직 어워드 준비) - 11월 11일 - f(x) 4 Walls (2주 연속) (2015 멜론뮤직 어워드 재방송) (대체편성) - 11월 18일 - 빅스 사슬 - 11월 25일 - EXID HOT PINK(김영삼 전 대통령 서거) (대체편성) 12월 - 12월 2일 - 다이나믹듀오 꿀잼 (녹화방송) - 12월 9일 - 방탄소년단 Run - 12월 16일 - 방탄소년단 Run (2주 연속) - 12월 23일 - (미집계) (결방) - 12월 30일 - (미집계) (결방) |

#### 2016년
| 1월 - 1월 6일 - 결방 - 1월 13일 - 결방 - 1월 20일 - 수지&백현 Dream (하이라이트 방송) - 1월 27일 - Crush 잊어버리지마 2월 - 2월 3일 - 여자친구 시간을 달려서 - 2월 10일 - WINNER 센치해 (하이라이트 방송) - 2월 17일 - 여자친구 시간을 달려서 (통산 2주) - 2월 24일 - 여자친구 시간을 달려서 (2주 연속, 통산 3주) 3월 - 3월 2일 - 태민 Press Your Number - 3월 9일 - 마마무 넌 is 뭔들 - 3월 16일 - 마마무 넌 is 뭔들 (2주 연속) - 3월 23일 - 레드벨벳 7월 7일 - 3월 30일 - GOT7 Fly (1/4분기 특집) 4월 - 4월 6일 - 비투비 봄날의 기억 - 4월 13일 - 씨엔블루 이렇게 예뻤나 (결방) - 4월 20일 - 블락비 Toy - 4월 27일 - VIXX 다이너마이트 5월 - 5월 4일 - 세븐틴 예쁘다 - 5월 11일 - 세븐틴 예쁘다 (2주 연속) - 5월 18일 - 티파니 I Just Wanna Dance - 5월 25일 - AOA Good Luck 6월 - 6월 1일 - 종현 좋아 - 6월 8일 - EXID L.I.E - 6월 15일 - EXO MONSTER - 6월 22일 - EXO MONSTER (2주 연속) - 6월 29일 - 씨스타 I Like That | 7월 - 7월 6일 - 씨스타 I Like That (2주 연속) - 7월 13일 - 하이라이트 리본 - 7월 20일 - 여자친구 너 그리고 나(나빌레라) - 7월 27일 - 여자친구 너 그리고 나(나빌레라) (2주 연속) 8월 - 8월 3일 - 결방 - 8월 10일 - 여자친구 너 그리고 나(나빌레라) (3주 연속) - 8월 17일 - I.O.I Whatta Man - 8월 24일 - VIXX Fantasy - 8월 31일 - EXO Lotto 9월 - 9월 7일 - 결방 - 9월 14일 - 레드벨벳 러시안 룰렛(Russian Roulette) 200회 특집 방송 - 9월 21일 - 레드벨벳 러시안 룰렛(Russian Roulette) (2주 연속) - 9월 28일 - 임창정 내가 저지른 사랑 10월 - 10월 5일 - 결방 - 10월 12일 - 결방 - 10월 19일 - 방탄소년단 피 땀 눈물 - 10월 26일 - I.O.I 너무너무너무 11월 - 11월 2일 - 트와이스 TT - 11월 9일 - VIXX The Closer - 11월 16일 - 결방 - 11월 23일 - 결방 - 11월 30일 - 김세정 꽃길 12월 - 12월 7일 - 결방 - 12월 14일 - B1A4 거짓말이야 - 12월 21일 - 세븐틴 붐붐 - 12월 28일 - 결방 |

#### 2017년
| 1월 - 1월 4일 - 결방 - 1월 11일 - BIGBANG 에라 모르겠다 (하이라이트 방송) - 1월 18일 - AOA Excuse me - 1월 25일 - AOA Excuse me (2주 연속) 2월 - 2월 1일 - 수지 행복한 척 (하이라이트 방송) - 2월 8일 - 레드벨벳 Rookie - 2월 15일 - 레드벨벳 Rookie (2주 연속) - 2월 22일 - 방탄소년단 봄날 3월 - 3월 1일 - 트와이스 Knock Knock (하이라이트 방송) - 3월 8일 - 트와이스 Knock Knock (2주 연속) - 3월 15일 - 비투비 Movie - 3월 22일 - GOT7 Never Ever - 3월 29일 - 하이라이트 얼굴 찌푸리지 말아요 4월 - 4월 5일 - 걸스데이 I'll be yours - 4월 12일 - 아이유 밤편지 - 4월 19일 - 정은지 너란 봄 - 4월 26일 - EXID 낮보다는 밤 5월 - 5월 3일 - 결방 - 5월 10일 - 결방 (하이라이트 방송) - 5월 17일 - 아이유 팔레트 - 5월 24일 - 트와이스 Signal - 5월 31일 - 트와이스 Signal (2주 연속) 6월 - 6월 7일 - 세븐틴 울고 싶지 않아 - 6월 14일 - 세븐틴 울고 싶지 않아 (2주 연속) - 6월 21일 - G-Dragon 무제(無題) (Untitled, 2014) - 6월 28일 - 마마무 나로 말할 것 같으면 | 7월 - 7월 5일 - 에이핑크 Five - 7월 12일 - 에이핑크 Five (2주 연속) - 7월 19일 - 레드벨벳 빨간 맛 (하이라이트 방송) - 7월 26일 - EXO Ko Ko Bop 8월 - 8월 2일 - EXO Ko Ko Bop (2주 연속) - 8월 9일 - 여자친구 귀를 기울이면 (하이라이트 방송) - 8월 16일 - Wanna One 에너제틱 - 8월 23일 - Wanna One 에너제틱 (2주 연속) - 8월 30일 - Wanna One 에너제틱 (3주 연속) 9월 - 9월 6일 - 선미 가시나 - 9월 13일 - EXO Power (하이라이트 방송) - 9월 20일 - 결방 (스페셜 방송) - 9월 27일 - 방탄소년단 DNA 10월 - 10월 4일 - 결방 - 10월 11일 - 결방 (MBC뮤직 프라임 콘서트 청주 특집으로 대체) - 10월 18일 - 뉴이스트W WHERE YOU AT (하이라이트 방송) - 10월 25일 - 비투비 그리워하다 11월 - 11월 1일 - 비투비 그리워하다 (2주 연속) (하이라이트 방송) - 11월 8일 - 트와이스 Likey - 11월 15일 - 세븐틴 박수 (하이라이트 방송) - 11월 22일 - Wanna One Beautiful - 11월 29일 - 결방 12월 - 12월 6일 - 결방 - 12월 13일 - 결방 - 12월 20일 - 결방 - 12월 27일 - 결방 |

### 2018년
| 1월 - 1월 3일 - 결방 - 1월 10일 (254회) - EXO Universe (하이라이트 방송) - 1월 17일 (255회) - 인피니트 Tell Me - 1월 24일 (256회) - 오마이걸 비밀정원 - 1월 31일 (257회) - 모모랜드 뿜뿜 2월 - 2월 7일 (258회) - 레드벨벳 Bad Boy - 2월 14일 (259회) - 세븐틴 고맙다 (K-POP 월드 페스타 특집 방송) - 2월 21일 - 결방 (K-POP 월드 페스타 BIG 콘서트) - 2월 28일 - 결방 (K-POP 월드 페스타 프라임 콘서트) 3월 - 3월 7일 (260회) - iKON 사랑을 했다 - 3월 14일 (261회) - 마마무 별이 빛나는 밤 - 3월 21일 (262회) - Wanna One 약속해요 - 3월 28일 (263회) - Wanna One BOOMERANG (부메랑) (2018 가요계 1분기 총정리 하이라이트) 4월 - 4월 4일 (264회) - Wanna One BOOMERANG (부메랑) (2주 연속) (남다른 행복콘서트-특집) - 4월 11일 (265회) - WINNER EVERYDAY (하이라이트 방송) - 4월 18일 (266회) - 트와이스 What is Love? - 4월 25일 (267회) - 트와이스 What is Love? (2주 연속) 5월 - 5월 2일 (268회) - 트와이스 What is Love? (3주 연속) - 5월 9일 (269회) - 여자친구 밤 - 5월 16일 (270회) - 여자친구 밤 (2주 연속) - 5월 23일 (271회) - (여자)아이들 LATATA 2018년 상반기 결산 특집 하이라이트 방송 - 5월 30일 (272회) - 방탄소년단 Fake Love 6월 - 6월 6일 - 결방 (2018 홍콩 아시안 팝 뮤직 페스티벌) - 6월 13일 (273회) - Wanna One 켜줘 (Light) - 6월 20일 (274회) - Wanna One 켜줘 (Light) (2주 연속) - 6월 27일 (275회) - 비투비 너 없인 안 된다 | 7월 - 7월 4일 - 결방 (2018 미스코리아 선발대회 중계) - 7월 11일 (276회) - 에이핑크 1도 없어 - 7월 18일 (277회) - 트와이스 Dance the night away - 7월 25일 (278회) - 세븐틴 어쩌나 8월 - 8월 1일 (279회) - 마마무 너나 해 (하이라이트 방송) - 8월 8일 - 결방 (케이스타 2018 코리아 뮤직 페스티벌 방송) - 8월 15일 (280회) - 레드벨벳 Power Up - 8월 22일 (281회) - 레드벨벳 Power Up (2주 연속) - 8월 29일 (282회) - (여자)아이들 한 9월 - 9월 5일 (283회) - 방탄소년단 IDOL - 9월 12일 (284회) - 방탄소년단 IDOL (2주 연속) - 9월 19일 (285회) - 선미 사이렌 - 9월 26일 (286회) - GOT7 Lullaby (하이라이트 방송) 10월 - 10월 3일 (287회) - GOT7 Lullaby (2주 연속) - 10월 10일 (288회) - iKON 이별길 - 10월 17일 (289회) - iKON 이별길 (2주 연속) - 10월 24일 - 결방 (부산 원아시아 페스티벌 방송) - 10월 31일 (290회) - 몬스타엑스 Shoot Out (하이라이트 방송. 챔피언송 발표) 11월 - 11월 7일 - 결방 (2018 MGA 재방송) - 11월 14일 (291회) - 트와이스 Yes Or Yes - 11월 21일 (292회) - 트와이스 Yes Or Yes (2주 연속) (2018 MGA 수상자 위주 하이라이트 방송) - 11월 28일 (293회) - Wanna One 봄바람 (마닐라 특집 방송) 12월 - 12월 5일 (294회) - Wanna One 봄바람 (2주 연속) - 12월 12일 (295회) - 송민호 아낙네 (하이라이트 송년 특집) - 12월 19일 (296회) - 송민호 아낙네 (2주 연속) (하이라이트 송년 특집) - 12월 26일 - 결방 (괌 K-POP 콘서트) |

### 2019년
| 1월 - 1월 2일 (297회) - WINNER MILLIONS (하이라이트 방송) - 1월 9일 (298회) - 청하 벌써 12시 - 1월 16일 (299회) - 에이핑크 %% - 1월 23일 (300회) - 여자친구 해야 - 1월 30일 (301회) - 세븐틴 Home 2월 - 2월 6일 (302회) - 미발표 (하이라이트 방송) - 2월 13일 (303회) - 세븐틴 Home - 2월 20일 (304회) - 태민 WANT - 2월 27일 (305회) - 몬스타엑스 Alligator 3월 - 3월 6일 (306회) - (여자)아이들 Senorita - 3월 13일 (307회) - 하성운 BIRD - 3월 20일 (308회) - TOMORROW X TOGETHER 어느날 머리에서 뿔이 자랐다. - 3월 27일 (309회) - 마마무 고고베베 (gogobebe) 4월 - 4월 3일 (310회) - 모모랜드 I'm So Hot - 4월 10일 (311회) - IZ*ONE 비올레타 - 4월 17일 (312회) - IZ*ONE 비올레타 (2주 연속) - 4월 24일 (313회) - 방탄소년단 (feat. Halsey) 작은 것들을 위한 시 (Boy With Luv) 5월 - 5월 1일 (314회) - 트와이스 FANCY - 5월 8일 (315회) - 뉴이스트 BET BET - 5월 15일 (316회) - 오마이걸 다섯 번째 계절 (SSFWL) - 5월 22일 (317회) - 뉴이스트 BET BET (통산 2주) - 5월 29일 (318회) - 김재환 안녕하세요 6월 - 6월 5일 (319회) - AB6IX BREATHE - 6월 12일 (320회) - NCT 127 Superhuman - 6월 19일 (321회) - 우주소녀 Boogie Up - 6월 26일 (322회) - 레드벨벳 짐살라빔 | 7월 - 7월 3일 (323회) - 청하 Snapping - 7월 10일 (324회) - 여자친구 열대야 - 7월 17일 (325회) - 하성운 Blue - 7월 24일 (326회) - DAY6 한 페이지가 될 수 있게 - 7월 31일 - 결방 8월 - 8월 7일 (327회) - ITZY ICY - 8월 14일 (328회) - ITZY ICY (2주 연속) - 8월 21일 (329회) - ITZY ICY (3주 연속) - 8월 28일 (330회) - 레드벨벳 음파음파 9월 - 9월 4일 (331회) - X1 FLASH - 9월 11일 - 결방 - 9월 18일 (332회) - X1 FLASH (2주 연속) - 9월 25일 (333회) - 볼빨간사춘기 워커홀릭 10월 - 10월 2일 (334회) - 트와이스 Feel Special - 10월 9일 (335회) - 트와이스 Feel Special (2주 연속) - 10월 16일 (336회) - AB6IX BLIND FOR LOVE - 10월 23일 (337회) - 첸 우리 어떻게 할까요 - 10월 30일 (338회) - 뉴이스트 LOVE ME 11월 - 11월 6일 - 결방 - 11월 13일 - 결방 - 11월 20일 - 결방 - 11월 27일 - 결방 12월 - 12월 4일 (339회) - 마마무 HIP - 12월 11일 (340회) - EXO Obsession - 12월 18일 - 결방 - 12월 25일 (341회) - 박지훈 360 (하이라이트 방송) |

### 2020년
| 2월 - 2월 19일 (342회) - 여자친구 교차로 - 2월 26일 (343회) - 아이즈원 FIESTA 3월 - 3월 4일 (344회) - 방탄소년단 ON - 3월 11일 (345회) - 방탄소년단 ON (2주 연속) - 3월 18일 (346회) - 방탄소년단 ON (3주 연속) - 3월 25일 (347회) - ITZY WANNABE 4월 - 4월 1일 (348회) - ITZY WANNABE (2주 연속) - 4월 8일 (349회) - 강다니엘 2U - 4월 15일 - 결방 - 4월 22일 (350회) - 에이핑크 덤더럼 (Dumhdurum) - 4월 29일 (351회) - GOT7 NOT BY THE MOON 5월 - 5월 6일 (352회) - 오마이걸 살짝 설렜어 (Nonstop) - 5월 13일 (353회) - 아스트로 Knock (널 찾아가) - 5월 20일 (354회) - 뉴이스트 I'm in Trouble - 5월 27일 (355회) - 투모로우바이투게더 세계가 불타버린 밤, 우린... (Can't You See Me?) 6월 - 6월 3일 (356회) - 백현 Candy - 6월 10일 (357회) - 트와이스 MORE & MORE - 6월 17일 (358회) - 트와이스 MORE & MORE (2주 연속) - 6월 24일 (359회) - IZ*ONE 환상동화 | 7월 - 7월 1일 (360회) - 세븐틴 Left & Right - 7월 8일 (361회) - BLACKPINK How You Like That - 7월 15일 (362회) - BLACKPINK How You Like That (2주 연속) - 7월 22일 (363회) - 여자친구 Apple - 7월 29일 (364회) - BLACKPINK How You Like That (통산 3주) 8월 - 8월 5일 (365회) - 에이티즈 INCEPTION - 8월 12일 (366회) - (여자)아이들 DUMDi DUMDi - 8월 19일 (367회) - (여자)아이들 DUMDi DUMDi (2주 연속) - 8월 26일 (368회) - ITZY Not Shy 9월 - 9월 2일 (369회) - 방탄소년단 Dynamite - 9월 9일 (370회) - 방탄소년단 Dynamite (2주 연속) - 9월 16일 (371회) - 방탄소년단 Dynamite (3주 연속) - 9월 23일 (372회) - Stray Kids Back Door - 9월 30일 (373회) - 더보이즈 The Stealer 10월 - 10월 7일 - 결방 - 10월 14일 (374회) - BLACKPINK Lovesick Girls - 10월 21일 (375회) - NCT U Make A Wish (Birthday Song) - 10월 28일 (376회) - 세븐틴 HOME;RUN 11월 - 11월 4일 (377회) - 트와이스 I Can't Stop Me - 11월 11일 (378회) - 몬스타엑스 Love Killa - 11월 18일 (379회) - 여자친구 MAGO - 11월 25일 (380회) - AKMU HAPPENING |

### 2021년
| 1월 - 1월 20일 (381회) - (여자)아이들 화(火花) - 1월 27일 - 결방 2월 - 2월 3일 (382회) - 골든차일드 안아줄게 - 2월 10일 (383회) - 아이유 Celebrity - 2월 17일 - 결방 - 2월 24일 (384회) - 강다니엘 Paranoia 3월 - 3월 3일 (385회) - 샤이니 Don't Call Me - 3월 10일 (386회) - 샤이니 Don't Call Me (2주 연속) - 3월 17일 (387회) - 브레이브걸스 롤린 - 3월 24일 (388회) - ROSÉ On The Ground - 3월 31일 - 결방 4월 - 4월 7일 (389회) - 아이유 라일락 - 4월 14일 (390회) - 아스트로 ONE - 4월 21일 (391회) - 강다니엘 Antidote - 4월 28일 - 결방 5월 - 5월 5일 (392회) - ENHYPEN Drunk-Dazed - 5월 12일 (393회) - ITZY 마.피.아 In the morning - 5월 19일 (394회) - NCT DREAM 맛 (Hot Sauce) - 5월 26일 (395회) - 오마이걸 Dun Dun Dance 6월 - 6월 2일 (396회) - 방탄소년단 Butter - 6월 9일 (397회) - 투모로우바이투게더 0X1=LOVESONG (I Know I Love You) (Feat. Seori) - 6월 16일 (398회) - 방탄소년단 Butter (통산 2주) - 6월 23일 (399회) - 방탄소년단 Butter (2주 연속, 통산 3주) - 6월 30일 (400회 특집) - 세븐틴 Ready to love | 7월 - 7월 7일 - 결방 - 7월 14일 (401회) - NCT DREAM Hello Future - 7월 21일 (402회) - 방탄소년단 Permission to Dance - 7월 28일 (403회) - 방탄소년단 Permission to Dance (2주 연속) 8월 - 8월 4일 - 결방 - 8월 11일 (404회) - 아스트로 After Midnight - 8월 18일 (405회) - 더보이즈 Thrill ride - 8월 25일 (406회) - 투모로우바이투게더 LO$ER=LO♡ER 9월 - 9월 1일 (407회) - Stray Kids 소리꾼 - 9월 8일 (408회) - Stray Kids 소리꾼 (2주 연속) - 9월 15일 (409회) - STAYC 색안경 - 9월 22일 (410회) - 에이티즈 Deja Vu - 9월 29일 (411회) - NCT 127 Sticker 10월 - 10월 6일 - 결방 - 10월 13일 (412회) - aespa Savage - 10월 20일 (413회) - ENHYPEN Tamed-Dashed - 10월 27일 - 결방 11월 - 11월 3일 (414회) - 세븐틴 Rock with you - 11월 10일 (415회) - 더보이즈 MAVERICK - 11월 17일 (416회) - 원어스 월하미인 (月下美人 : LUNA) - 11월 24일 (417회) - 몬스타엑스 Rush Hour 12월 - 12월 1일 (418회) - 몬스타엑스 Rush Hour (2주 연속) - 12월 8일 (419회) - IVE ELEVEN - 12월 15일 (420회) - IVE ELEVEN (2주 연속) |

### 2022년
| 1월 - 1월 5일 - 결방 - 1월 12일 - 결방 - 1월 19일 (421회) - ENHYPEN Blessed-Cursed - 1월 26일 (422회) - 프로미스나인 DM 2월 - 2월 2일 - 결방 - 2월 9일 - 결방 - 2월 16일 (423회) - VIVIZ BOP BOP! (하이라이트 방송) - 2월 23일 (424회) - TREASURE 직진 (JIKJIN) 3월 - 3월 2일 (425회) - 비투비 노래 (The Song) - 3월 9일 (426회) - STAYC RUN2U - 3월 16일 - 결방 - 3월 23일 (427회) - (여자)아이들 TOMBOY - 3월 30일 (428회) - Stray Kids MANIAC 4월 - 4월 6일 (429회) - NCT DREAM 버퍼링 (Glitch Mode) - 4월 13일 (430회) - IVE LOVE DIVE - 4월 20일 (431회) - 드림캐쳐 MAISON - 4월 27일 - 결방 5월 - 5월 4일 (432회) - 몬스타엑스 LOVE - 5월 11일 (433회) - 싸이 (prod. & Feat. SUGA Of BTS) That That - 5월 18일 (434회) - 싸이 (prod. & Feat. SUGA Of BTS) That That (2주 연속) (하이라이트 방송) - 5월 25일 (435회) - 아스트로 Candy Sugar Pop 6월 - 6월 1일 (436회) - LE SSERAFIM FEARLESS - 6월 8일 (437회) - NCT DREAM Beatbox - 6월 15일 (438회) - 방탄소년단 Yet To Come (The Most Beautiful Moment) - 6월 22일 - 결방 - 6월 29일 (439회) - 이달의 소녀 Flip That | 7월 - 7월 6일 (440회) - fromis 9 Stay This Way - 7월 13일 (441회) - ENHYPEN Future Perfect (Pass the Mic) - 7월 20일 (442회) - aespa Girls - 7월 27일 (443회) - 세븐틴 _WORLD (하이라이트 방송) 8월 - 8월 3일 (444회) - ATEEZ Guerilla - 8월 10일 (445회) - ATEEZ Guerilla (2주 연속) - 8월 17일 - 결방 - 8월 24일 (446회) - BLACKPINK Pink Venom - 8월 31일 (447회) - IVE After Like 9월 - 9월 7일 (448회) - IVE After Like (2주 연속) - 9월 14일 (449회) - 원어스 Same Scent - 9월 21일 (450회) - BLACKPINK Shut Down - 9월 28일 (451회) - BLACKPINK Shut Down (2주 연속) 10월 - 10월 5일 (452회) - BLACKPINK Shut Down (3주 연속) (스페셜 하이라이트 방송) - 10월 12일 (453회) - Stray Kids CASE 143 - 10월 19일 (454회) - Stray Kids CASE 143 (2주 연속) - 10월 26일 (455회) - (여자)아이들 Nxde 11월 - 11월 2일 - 결방(이태원 참사 여파) - 11월 9일 (456회) - (여자)아이들 Nxde (2주 연속) - 11월 16일 (457회) - 하이라이트 Alone - 11월 23일 (458회) - 베리베리 Tap Tap - 11월 30일 (459회) - 템페스트 Dragon(飛上) 12월 - 12월 7일 (460회) - 레드벨벳 Birthday - 12월 14일 (461회) - 레드벨벳 Birthday (2주 연속) |

### 2023년
| 2월 - 2월 8일 (462회) - NCT 127 / Ay-Yo - 2월 15일 (463회) - 부석순 (feat. 이영지) / 파이팅 해야지 - 2월 22일 (464회) - STAYC / Teddy Bear 3월 - 3월 1일 (465회) - 더보이즈 / Roar - 3월 8일 (466회) - STAYC / Teddy Bear (통산 2주) - 3월 15일 (467회) - 미집계 - 3월 22일 (468회) - 트와이스 / Set Me Free - 3월 29일 (469회) - NMIXX / Love Me Like This 4월 - 4월 5일 (470회) - 지수 / 꽃 - 4월 12일 (471회) - 지수 / 꽃 (2주 연속) - 4월 19일 (472회) - IVE / I AM - 4월 26일 (473회) - 지수 / 꽃 (통산 3주) 5월 - 5월 3일 (474회) - 세븐틴 / 손오공 - 5월 10일 (475회) - LE SSERAFIM (feat. Nile Rodgers) / Unforgiven - 5월 17일 - 결방 - 5월 24일 (476회) - (여자)아이들 / 퀸카 (Queencard) - 5월 31일 (477회) - 드림캐쳐 / BONVOYAGE 6월 - 6월 7일 (478회) - Stray Kids / 특 - 6월 14일 (479회) - Stray Kids / 특 (2주 연속) - 6월 21일 (480회) - ATEEZ / BOUNCY (K-HOT CHILLI PEPPERS) - 6월 28일 (481회) - 임영웅 / 모래 알갱이 | 7월 - 7월 5일 (482회) - 샤이니 / HARD - 7월 12일 (483회) - 샤이니 / HARD (2주 연속) - 7월 19일 (484회) - ZEROBASEONE / In Bloom - 7월 26일 (485회) - NCT DREAM / ISTJ 8월 - 8월 2일 (486회) - 정국 (feat. Latto) / Seven - 8월 9일 (487회) - 정국 (feat. Latto) / Seven (2주 연속) - 8월 16일 (488회) - NewJeans / Super Shy (하이라이트 방송) - 8월 23일 - 결방 - 8월 30일 (489회) - 에버글로우 / SLAY 9월 - 9월 6일 (490회) - NCT U / Baggy Jeans (하이라이트 방송) - 9월 13일 (491회) - BOYNEXTDOOR / 뭣 같아 - 9월 20일 (492회) - 뷔 / Slow Dancing - 9월 27일 (493회) - TEMPEST / Vroom Vroom 10월 - 10월 4일 (494회) - 화사 / I Love My Body - 10월 11일 (495회) - NCT 127 / Fact Check (불가사의: 不可思議) - 10월 18일 (496회) - NCT 127 / Fact Check (불가사의: 不可思議) (2주 연속) - 10월 25일 (497회) - IVE / Baddie 11월 - 11월 1일 (498회) - 세븐틴 / 음악의 신 - 11월 8일 (499회) - 니쥬 / HEARTRIS - 11월 15일 (500회 특집) - Stray Kids / 락 (樂) (LALALALA) - 11월 22일 - 결 방 - 11월 29일 - 결 방 12월 - 12월 6일 (501회) - ATEEZ / 미친 폼 |

### 2024년
| 1월 - 1월 24일 (502회) - NMIXX / DASH - 1월 31일 (503회) - EVNNE / UGLY 2월 - 2월 7일 (504회) - (여자)아이들 / Super Lady - 2월 14일 (505회) - TWS / 첫 만남은 계획대로 되지 않아 - 2월 21일 (506회) - TWS / 첫 만남은 계획대로 되지 않아 (2주 연속) - 2월 28일 (507회) - LE SSERAFIM / Easy 3월 - 3월 6일 (508회) - PLAVE / WAY 4 LUV - 3월 13일 (509회) - NCT WISH / WISH (Korean Ver.) - 3월 20일 (510회) - TEMPEST / LIGHTHOUSE - 3월 27일 (511회) - THE BOYZ / Nectar 4월 - 4월 3일 (512회) - NCT DREAM / Smoothie - 4월 10일 (513회) - TOMORROW X TOGETHER / Deja Vu - 4월 17일 (514회) - ILLIT / Magnetic - 4월 24일 (515회) - BOYNEXTDOOR / Earth, Wind & Fire 5월 - 5월 1일 (516회) - 도영 / 반딧불 (Little Light) - 5월 8일 (517회) - SEVENTEEN / Maestro - 5월 15일 - 결방 - 5월 22일 (518회) - 제로베이스원 / Feel The Pop - 5월 29일 (519회) - NewJeans / How Sweet 6월 - 6월 5일 (520회) - aespa / Armageddon - 6월 12일 (521회) - Kep1er / Shooting Star - 6월 19일 (522회) - 나연 / ABCD - 6월 26일 (523회) - RIIZE / Boom Boom Bass | 7월 - 7월 3일 (524회) - TWS / 내가 S면 넌 나의 N이 되어줘 - 7월 10일 (525회) - NCT WISH / Songbird (Korean Ver.) - 7월 17일 (526회) - KISS OF LIFE / Sticky - 7월 24일 - 결방 - 7월 31일 (527회) - Stray Kids / Chk Chk Boom 8월 - 8월 7일 (528회) - Stray Kids / Chk Chk Boom (2주 연속) - 8월 14일 (529회) - Stray Kids / Chk Chk Boom (3주 연속) - 8월 21일 - 결방 - 8월 28일 (530회) - in 여수 방송으로 미집계 9월 - 9월 4일 (531회) - 제로베이스원 / Good So Bad - 9월 11일 (532회) - LE SSERAFIM / Crazy - 9월 18일 (533회) - BOYNEXTDOOR / Nice Guy - 9월 25일 (534회) - P1Harmony / Sad Song 10월 - 10월 2일 (535회) - 강다니엘 / Electric Shock - 10월 9일 (536회) - QWER / 내 이름 맑음 (My Name is Malguem) - 10월 16일 - 결방 - 10월 23일 (537회) - SEVENTEEN (feat. DJ Khaled) / Love, Money, Fame - 10월 30일 (538회) - aespa / Whiplash 11월 - 11월 6일 (539회) - THE BOYZ / TRIGGER (導火線) - 11월 13일 (540회) - TOMORROW X TOGETHER / Over the Moon - 11월 20일 (541회) - NCT DREAM / When I'm With You - 11월 27일 - 결방 12월 - 12월 4일 (542회) - WayV / Frequency (Korean Ver.) |

### 2025년
| 2월 - 2월 12일 (543회) - PLAVE / Dash - 2월 19일 - 결방 - 2월 26일 (544회) - ONF / The Stranger 3월 - 3월 5일 (545회) - ZEROBASEONE / Blue - 3월 12일 (546회) - G-DRAGON (feat. Anderson .Paak) / Too Bad - 3월 19일 (547회) - TREASURE / Yellow - 3월 26일 (548회) - NMIXX / Know About Me 4월 - 4월 2일 (549회) - JENNIE / Like JENNIE - 4월 9일 (550회) - NiziU / LOVE LINE - 4월 16일 (551회) - MARK / 1999 - 4월 23일 (552회) - UNIS / SWICY - 4월 30일 (553회) - TWS / 마음 따라 뛰는 건 멋지지 않아? 5월 - 5월 7일 - 결방 - 5월 14일 (554회) - P1Harmony / Duh! - 5월 21일 (555회) - tripleS / 깨어 (Are You Alive) - 5월 28일 (556회) - RIIZE / Fly Up 6월 - 6월 4일 (557회) - SEVENTEEN / Thunder - 6월 11일 (558회) - SEVENTEEN / Thunder (2주 연속) - 6월 18일 (559회) - 도영 / 안녕, 우주 (Memory) - 6월 25일 (560회) - 강다니엘 / Episode | 7월 - 7월 2일 (561회) - CRAVITY / Set Net G0?! - 7월 9일 (562회) - AHOF / 그곳에서 다시 만나기로 해 - 7월 16일 (563회) - CLOSE YOUR EYES / Snowy Summer - 7월 23일 (564회) - BLACKPINK / 뛰어 (Jump) - 7월 30일 (565회) - TOMORROW X TOGETHER / Beautiful Strangers (상반기 결산 하이라이트) 8월 - 8월 6일 - 결방 - 8월 13일 - 결방 - 8월 20일 (566회) - KEY / Hunter - 8월 27일 (567회) - |

## 관련 음악 프로그램
- 더 쇼 (SBS M, SBS F!L) - 화요일
- 엠카운트다운 (엠넷) - 목요일
- Simply K-Pop (아리랑국제방송) - 금요일
- 뮤직뱅크 (KBS 2TV) - 금요일
- 쇼! 음악중심 (MBC TV) - 토요일
- SBS 인기가요 (SBS TV) - 일요일

## 수상 경력
- 2018년 제11회 케이블TV 방송대상 음악부문 대상 PP 작품상